# Siphonodon annamensis
Siphonodon annamensis är en benvedsväxtart som först beskrevs av Paul Lecomte, och fick sitt nu gällande namn av Merrill. Siphonodon annamensis ingår i släktet Siphonodon och familjen Celastraceae. Inga underarter finns listade.